# Dunlap (Illinois)
Dunlap – wieś w Stanach Zjednoczonych, w stanie Illinois, w hrabstwie Peoria.